# Mondo Anello
Il Mondo Anello (in inglese Ringworld) è un habitat artificiale immaginario a forma di anello ruotante attorno alla propria stella, ideato dallo scrittore di fantascienza statunitense Larry Niven. Il Mondo Anello appare per la prima volta nel romanzo del 1970 I burattinai, appartenente al ciclo dello Spazio conosciuto, e fornisce l'ambientazione per il seguito I costruttori di Ringworld ed i successivi Il trono di Ringworld ed I figli di Ringworld.

## Tecnologia del Mondo Anello
| Parametri del Mondo Anello | Parametri del Mondo Anello                                                         |
| --- | ---------------------------------------------------------------------------------- |
| Raggio | 0.95×108 miglia (~1.5×108 km)                                                      |
| Circonferenza | 6×108 miglia (~9.7×108 km)                                                         |
| Larghezza | 0.997×106 miglia (1.600.000 km)                                                    |
| Altezza del bordo | 1,000 miglia (1.600 km)                                                            |
| Massa | 2×1027 kg (1.250.000 kg/m²)                                                        |
| Area della superficie | 6×1014 miglia quadrate (1.6×1015 km²) 3 milioni di volte la superficie della Terra |
| Gravità superficiale | 0.992 G (~9.69 m/s²)                                                               |
| Velocità angolare | 770 miglia/secondo (~1.200.000 m/s)                                                |
| classe spettrale della stella | fra G3 e G2 "appena più piccola e fredda del Sole"                                 |
| Lunghezza del giorno | 30 ore                                                                             |
| Tempo di rotazione | 7,5 giorni del Mondo Anello (225 ore, 9,375 giorni terrestri)                      |
| Sul Mondo Anello, tempi più lunghi di un giorno sono misurati in falans, dove 1 falan corrisponde a 10 turni o 75 giorni del Mondo Anello (93.75 giorni terrestri), quindi 4 falans corrispondono a poco più di un anno terrestre. |                                                                                    |

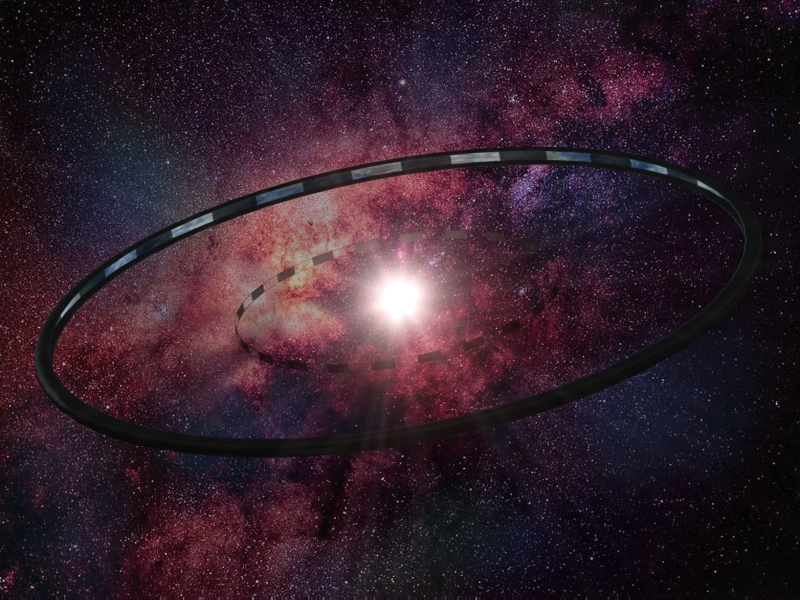
Il Mondo ad Anello

Il Mondo Anello è largo circa 1.600.000 chilometri e possiede approssimativamente il diametro dell'orbita terrestre. Sull'anello la forza di gravità viene simulata attraverso la forza centrifuga effetto della rotazione attorno alla stella primaria. La sua superficie abitabile interna equivale all'area di circa tre milioni di pianeti simili alla Terra. Pareti alte 1600 chilometri lungo i bordi trattengono all'interno dell'anello la biosfera. Il Mondo ad Anello può essere considerato una sottile striscia di una sfera di Dyson; lo stesso Niven lo considera come "un passaggio intermedio fra una sfera di Dyson e un pianeta".
"Mondo ad Anello" (Ringworld in inglese), è diventato un termine generico per indicare questo tipo di oggetti comunemente noti nella fantascienza come megastrutture. Tra le varianti più famose proposte da altri autori vi sono gli Orbitali del Ciclo della Cultura di Iain Banks, poi ripresi nella saga di videogiochi Halo. Tra le differenze principali che distinguono gli Orbitali dai Mondi ad Anello vi sono innanzitutto le dimensioni - gli Orbitali sono molto più piccoli dell'anello di Larry Niven - e il fatto che gli Orbitali non circondano la propria stella primaria ma si mantengono in orbita attorno ad essa.
Le tecniche costruttive di un Mondo Anello rimangono comunque nel regno delle speculazioni. Se fosse possibile realizzare una tale struttura, essa fornirebbe un'immensa superficie abitabile, ma l'energia richiesta per la costruzione e per avviare la rotazione è talmente grande (equivalente all'emissione totale di energia del sole per diversi secoli) che senza una fonte di energia al momento inimmaginabile, è difficile pensare che una tale opera possa essere realizzata in un tempo accettabile per gli umani.
Inoltre la resistenza strutturale del materiale richiesto per la struttura dovrebbe essere dello stesso ordine di grandezza della forza nucleare forte; niente anche solo di remotamente prossimo a una tale resistenza è disponibile in natura. Nei romanzi di Niven, il materiale, che egli chiama scrith, viene descritto come prodotto artificialmente mediante trasmutazione di materia comune. Questo dà semplicemente un nome all'ipotetica tecnologia che sarebbe necessaria.
Un ulteriore fattore da considerare è che il Mondo ad Anello richiede una stabilizzazione attiva, in quanto la sua orbita non è inerziale. Benché l'anello ruoti alla velocità di 1200 km/s (necessaria per approssimare una gravità simile a quella terrestre), il centro di massa è immobile. Perciò il progetto deve comprendere grandi getti direzionali che mantengano l'anello centrato attorno alla sua stella. Questo elemento dette a Niven qualche difficoltà in seguito alla pubblicazione del romanzo; avendo ricevuto molte lettere che gli facevano notare come "il mondo ad anello è instabile", dedicò buona parte del primo seguito, Il segreto dei costruttori di Ringworld, alla soluzione del problema
Analogamente, quando gli fu fatto notare che in assenza di attività tettonica lo strato superficiale del mantello finirebbe in poche migliaia di anni completamente nei mari, Niven inserì nei romanzi successivi un sistema di drenaggio del fondo oceanico.
Per simulare il ciclo giorno-notte di un pianeta, il mondo di Niven è dotato di un secondo anello interno di placche ruotante ad una velocità leggermente superiore a quella dell'anello principale che, con la loro ombra, oscurano periodicamente sezioni di territorio con una notte artificiale. Le placche assorbono grandi quantità di energia solare che irradiano verso il Mondo ad Anello come sua principale fonte di energia. Anch'esse richiedono una stabilizzazione attiva. Le placche d'ombra costituiscono un'altra delle imperfezioni di quest'opera in quanto cinque placche di maggiore lunghezza in un'orbita retrograda fornirebbero un miglior ciclo giorno-notte. Come viene rivelato nel successivo romanzo, le placche costituiscono anche uno scudo per la superficie interna quando qualcuno nella stanza di controllo usa un campo magnetico incorporato nel Mondo ad Anello per attivare il sistema di difesa contro le meteore.
La Sala di controllo è un vasto labirinto di stanze contenuto nello spazio vuoto sotto la Mappa di Marte. Per simulare la rarefatta atmosfera di Marte, la Mappa è sollevata a circa 30 chilometri sopra la superficie dell'anello creando una cavità di circa 1.120.000.000 miglia cubiche. La sala di controllo contiene spazio abitabile per migliaia di Protettori Pak, più la superficie per coltivare piante di Albero della Vita sufficiente per tutti questi Protettori. In altre stanze della cavità risiedono sistemi quali il "Sistema di Difesa antimeteoriti", che usa la rete di superconduttori inserita nello scrith della struttura dell'anello per  manipolare il campo magnetico della stella e creare dei brillamenti solari; l'energia dei brillamenti alimenta potenti laser a raggi X capaci di distruggere meteoriti di ogni dimensione.